# 東邦機械
東邦機械株式会社（とうほうきかい）は、東京都北区の精密機器メーカー。
設備機械の受注生産を祖業としたが、1970年代以降、「トーホー」ブランドの大判カメラと音響製品を製作している。

## 概要

### 音響製品
高級オーディオ用トーンアームを製作している。

### 大判カメラ
同社は1990年に大判カメラ市場に参入した。組立暗箱ではない大型ビューカメラは商品撮影や建築撮影を専門とする業者以外はあまり使用しないため規模の小さな市場であり、いわばすでに飽和状態であって新規に参入するメーカーはほとんどなく、不況時の参入は業界関係者を驚かせた。
最初の製品はFC-45Aで重量が1.1kgと軽量であるのがセールスポイントである。
その後8×10in判のFC-810、5×7in判のFC-57、アオリ機構を排してさらに小型軽量化したFC-45miniを製作。

## 製品沿革
- 1970年 高級オーディオ用ターンテーブルを真鋳で製作。トーンアームに応用無機材料や竹を使用。
- 1992年 重量が1.1kgの4×5in判ビューカメラ、FC-45Aを製作。
- 1994年 重量が3.0kgの8×10in判ビューカメラ、FC-810を製作。
- 1994年 FC-810と共通のレールを使用し重量を2.5kgに抑えた5×7in判ビューカメラ、FC-57を製作。
- 2000年 アオリ機構を排することで重量800gを実現した、FC-45miniを製作。